# Telecomunicações

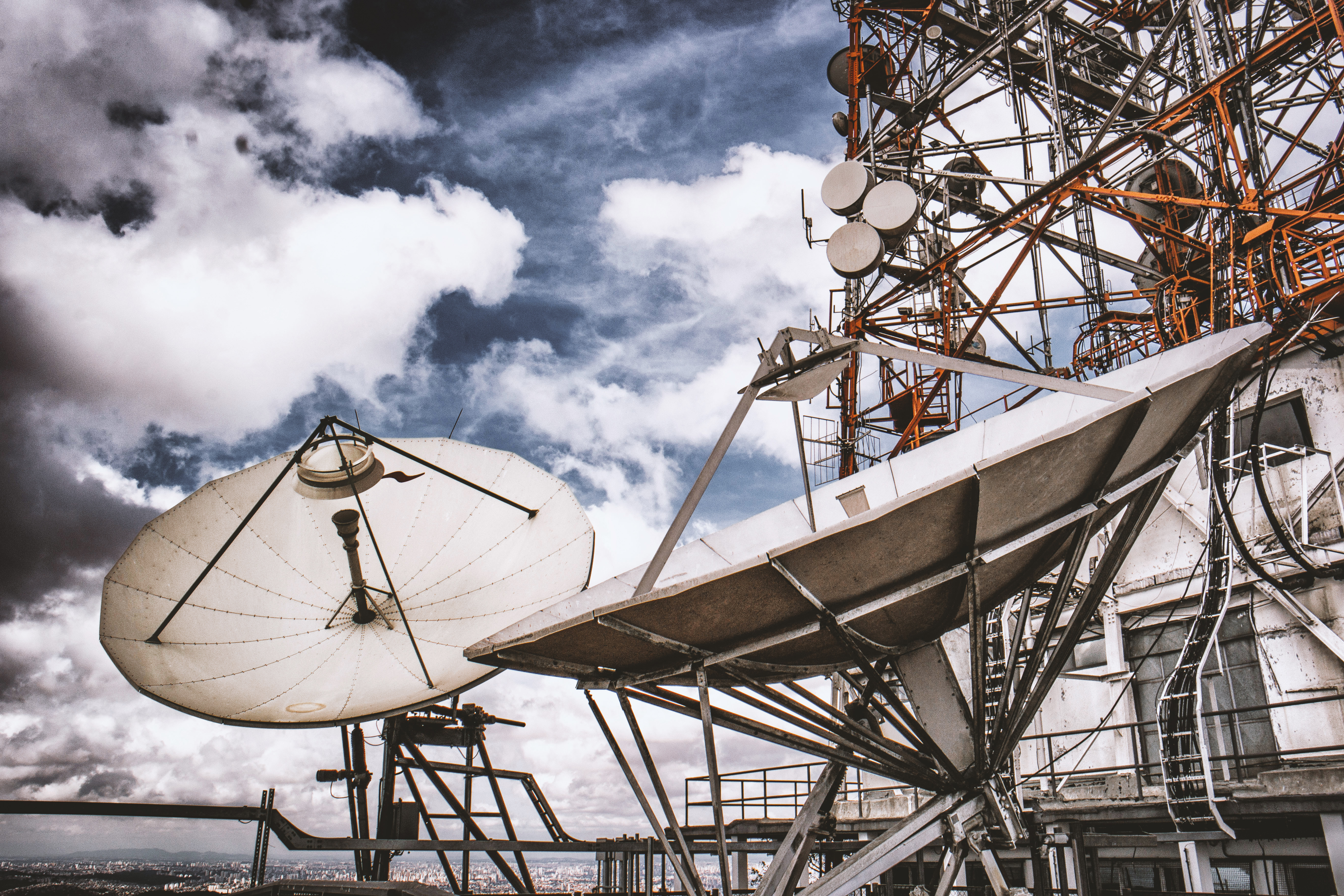
Antenas de telecomunicações.

As telecomunicações, também referidas pela forma reduzida telecom, constituem um ramo da engenharia elétrica que contempla o projeto, a implantação e manutenção de redes de sistemas de comunicações (satélites, redes telefônicas, televisivas, emissoras de rádio, Internet, etc.). A principal finalidade das telecomunicações é suprir a necessidade humana de se comunicar à distância. 
A priori, todas as informações recebidas geram uma resposta do destinatário ou pelo menos uma confirmação de recebimento. Por este motivo, a palavra é sempre grafada no plural ('telecomunicações'). É comum o prefixo 'tele-' ser omitido e, com isto, usar-se a palavra 'comunicações'. :16 Também ocorre de as empresas do ramo serem referidas simplesmente como 'teles'.

## História das telecomunicações no Brasil
A história das telecomunicações no Brasil é uma jornada repleta de transformações que refletem o desenvolvimento do país ao longo dos anos. Desde os primeiros passos até a era digital, as telecomunicações brasileiras passaram por avanços significativos.
No início do século XIX, o telégrafo chegou ao Brasil, permitindo a comunicação à distância por meio de sinais elétricos. A primeira linha telegráfica foi inaugurada em 1852, conectando o Rio de Janeiro a Petrópolis. Esse avanço impulsionou a comunicação e o comércio.
O telefone foi introduzido no Brasil em 1877, pouco após sua invenção nos Estados Unidos. Em 1883, a primeira ligação telefônica entre São Paulo e Rio de Janeiro foi estabelecida. No entanto, a expansão das redes telefônicas era lenta devido a desafios técnicos e financeiros.
O rádio entrou na cena brasileira na década de 1920, trazendo notícias, música e entretenimento para um público crescente. A inauguração da Rádio Sociedade do Rio de Janeiro, em 1923, marcou o início dessa nova era de comunicação.
A década de 1960 trouxe a criação da Embratel (Empresa Brasileira de Telecomunicações), responsável pelas comunicações internacionais. No entanto, o setor de telecomunicações permaneceu altamente centralizado e sob controle estatal até a década de 1990.
Foi somente com a privatização das telecomunicações na década de 1990 que o setor passou por uma transformação radical. O monopólio estatal foi quebrado, levando à expansão das redes de telefonia fixa e móvel, bem como à introdução da Internet no país.
A virada do milênio marcou a popularização da Internet no Brasil. Com a crescente penetração da banda larga, as telecomunicações evoluíram rapidamente para a era digital. A introdução de tecnologias como 3G e 4G permitiu a conexão móvel de alta velocidade, transformando a maneira como as pessoas se comunicam e acessam informações.
Nos anos mais recentes, a implantação do 5G tem sido discutida no Brasil, prometendo uma conexão ainda mais rápida e a capacidade de suportar a crescente demanda por dados em uma sociedade cada vez mais conectada.
A história das telecomunicações no Brasil reflete a evolução do país e sua busca por conectividade. Do telégrafo ao 5G, as telecomunicações desempenharam um papel crucial no desenvolvimento social, econômico e tecnológico do Brasil, permitindo que as pessoas se comuniquem e compartilhem informações em âmbito nacional e global.

## Conceitos
Em um sistema de telecomunicações, as informações do emissor são temporariamente convertidas em sinais elétricos (tensões elétricas que variam com o tempo), para que possam trafegar pelo sistema até que cheguem ao destino, onde são novamente convertidas em informações inteligíveis pelo destinatário. Esses sinais elétricos são denominados sinais elétricos da informação. Tais sinais podem ser analógicos ou sinais digitais.:p.20
Os sinais analógicos são aqueles gerados por dispositivos transdutores, ou seja, dispositivos elétricos capazes de converter um tipo de energia em outro. Portanto, os transdutores podem ser utilizados para converter informações em sinais analógicos e vice-versa. Exemplo: o microfone é um tipo de dispositivo transdutor. Quando uma pessoa fala ao microfone, esse transdutor converte a voz da pessoa (energia acústica) em sinais analógicos (sinais elétricos oscilantes), que por sua vez trafegam pelo cabeamento elétrico e circuito elétrico do sistema de som até que cheguem aos alto-falantes das caixas de som. Como os alto-falantes também são um tipo de transdutor, eles convertem esses sinais analógicos em ondas sonoras.:p.20
Os sinais digitais são aqueles gerados por dispositivos da eletrônica digital, como é o caso dos circuitos integrados: chips, microprocessadores etc. Dada a sua natureza, os sinais digitais são pulsos elétricos binários, ou seja, bits 0 ou 1, em que "zero" significa "ausência de tensão elétrica" e "um" significa "presença de tensão elétrica".:p.20

## Classificação dos sistemas
Os sistemas de telecomunicações podem ser classificados segundo diferentes critérios.:pp.33,34

### Quanto ao fim a que se destinam
- Comerciais: administrados por empresas, geralmente privadas, que cobram pelos serviços prestados. Exemplo: empresa privada que ofereça serviços de telefonia móvel celular e de acesso à Internet.
- Governamentais: pertencem a órgãos  governamentais e não são utilizados comercialmente. Exemplo: sistema de Rádio (telecomunicações) utilizado pelas polícias.
- Privados: pertencem a um indivíduo ou grupo de indivíduos e são utilizados para atender seus interesses particulares.
- Amadores: utilizados, sem fins lucrativos, para fins de utilidade pública ou lazer.
- Experimentais: montados para fins de testes, podendo ou não vir a ser posteriormente disponibilizados para utilização por terceiros.
- De pesquisa: aqueles cuja finalidade precípua é a obtenção de dados a serem utilizados em pesquisas científicas.

### Quanto à abrangência territorial
- Locais: restritos a uma área específica: uma edificação, um bairro, um distrito, uma cidade ou um município.
- Regionais: quando abrangem uma porção territorial de um país, como por exemplo um estado ou conjunto de estados.
- Nacionais: quando englobam todo o território nacional.
- Internacionais: quando transcendem as fronteiras de um país. É o caso da Internet.

### Quanto à utilização
- Militares:  uso exclusivo de instituições militares.
- Civis: uso exclusivo de civis e instituições civis.
- Duais: uso civil e militar.

## Galeria
|                                   |                                                    |                                         |                               | |
| Rede telegráfica mundial em 1891. | Rádio valvulado, característico da "Era do Rádio". | Antena receptora de TV/VHF (anos 1960). | Telefone público (anos 2000). | Explicação atual das telecomunicações comparada com a velocidade da luz. Vídeo do Teknopolis (em basco). |